# Acanthophiobolus indicus
Acanthophiobolus indicus är en svampart som beskrevs av Dharkar, Hande & Subhedar 2006. Acanthophiobolus indicus ingår i släktet Acanthophiobolus och familjen Tubeufiaceae.   Inga underarter finns listade i Catalogue of Life.